# Sinagoga Tiferet Yisrael
La sinagoga Tiferet Yisrael (in ebraico בית הכנסת תפארת ישראל‎?), nota anche come Nisan Bak Shul (in yiddish ניסן ב"ק שול‎?) fu un'importante sinagoga situata nel quartiere ebraico della Città Vecchia di Gerusalemme. Fu inaugurata nel 1872 e distrutta dalla Legione araba giordana il 21 maggio 1948 durante la guerra arabo-israeliana.

## Storia

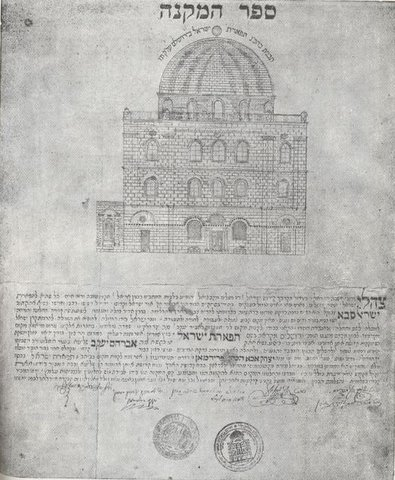
Contratto di acquisto, 1872

La costruzione della magnifica sinagoga Hurva da parte della comunità perushim destò l'invidia della comunità hassidim. Sebbene questa comunità fosse giunta a Gerusalemme già nel 1747, fu solo in questi anni che iniziarono i piani per la costruzione di una sinagoga.
Nel 1858 la comunità ottenne il permesso da parte del sultano attraverso un firman
Fu soprattutto grazie all'impegno di Nissan Bak che nel 1865 fu acquistato il lotto di terra e la costruzione della sinagoga poté avere inizio grazie anche ai finanziamenti del rabbino Yisrael Friedman di Ruzhyn e di suo figlio. La sinagoga fu inaugurata nel 1872 e fu chiamata "Tiferet Yisrael" che significa "gloria" o "splendore" in ebraico. Tuttavia, il forte coinvolgimento di Nissan Bak, portò alla diffusione del nome "sinagoga Nissan Bak".
Per i successivi 75 anni, servì come centro per la comunità chassidica della città. Era considerata una delle sinagoghe più belle di Gerusalemme, con una vista imponente sul Monte del Tempio, decorazioni ornate e bellissimi oggetti d'argento donati.

## Distruzione

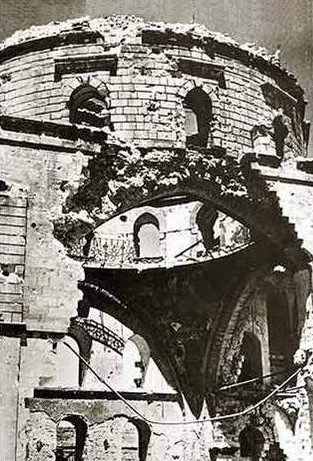
La sinagoga distrutta nel maggio del 1948.

Durante la guerra arabo-israeliana del 1948, la sinagoga di Tiferet Yisrael fu utilizzata dall'Haganah come postazione per la difesa della Città Vecchia. Durante la campagna, la Legione giordana fece saltare in aria la sinagoga un'ora dopo la mezzanotte nella notte tra il 20 e il 21 maggio 1948.

## Progetti di ricostruzione
Dopo la guerra dei sei giorni, fu presa la decisione di lasciare le rovine della sinagoga così com'erano. Nel 2010, il giorno della consacrazione della ricostruita sinagoga Hurva, anch'essa distrutta nel 1948, furono annunciati i piani di ricostruzione della sinagoga Tiferet Yisrael.
Nel novembre 2012, il comune di Gerusalemme approvò un piano per ricostruire la sinagoga. Da allora fino al 2020, sono stati condotti scavi per recuperare eventuali reperti della sinagoga originale. In seguito sono iniziati i lavori di ricostruzione.